# Ciecz (jezioro)
Ciecz (Jezioro Trześniowskie) – jezioro rynnowe w woj. lubuskim, w pow. świebodzińskim, w gminie Łagów. Najgłębsze jezioro Pojezierza Lubuskiego.
Jezioro Ciecz jest połączone krótkim kanałem z leżącym na południe od niego Jeziorem Łagowskim. Na przesmyku między jeziorami leży wieś Łagów.
Jezioro w całości położone na obszarze Łagowskiego Parku Krajobrazowego.
Strome brzegi niemal w całości porośnięte lasem.

## Hydronimia
Do 1945 roku jezioro nazywane było Tschetsch See. Obecna nazwa została wprowadzona urzędowo 17 września 1949 roku. Według urzędowego spisu opracowanego przez Komisję Nazw Miejscowości i Obiektów Fizjograficznych (KNMiOF) nazwa tego jeziora to Ciecz. Państwowy rejestr nazw geograficznych jako nazwę oboczną podaje nazwę Jezioro Trześniowskie.

## Dane morfometryczne
Powierzchnia zwierciadła wody według różnych źródeł wynosi od 171,0 ha do 185,7 ha.
Zwierciadło wody położone jest na wysokości 106,3 m n.p.m. Średnia głębokość jeziora wynosi 19,3 m, natomiast głębokość maksymalna 58,8 m (jedno z najgłębszych jezior w Polsce).
Według Mapy Podziału Hydrograficznego Polski leży na terenie zlewni piątego poziomu Zlewnia jez. Ciecz. Identyfikator MPHP to 17623. Powierzchnia zlewni jeziora wynosi 19,85 km².

## Przyroda
Brzegi jeziora podobnie jak pobliskiego Jeziora Łagowskiego są strome oraz poprzecinane dolinkami utworzonymi przez spływające wody. Północne, zachodnie i wschodnie brzegi porośnięte są lasami mieszanymi, na które składają się głównie buki, sosny, świerki oraz dęby. Jedynie brzeg południowy pozostaje niezalesiony, gdyż przylega do zabudowań miejscowości Łagów.
Roślinność wynurzona w jeziorze reprezentowana jest głównie przez trzcinę pospolitą, oczeret jeziorny, pałkę wąskolistną. Roślinność tego typu zajmuje około 11 ha powierzchni jeziora. Niewiele bardziej rozwinięta jest roślinność zanurzona, reprezentowana głównie przez rdestnicę połyskującą, moczarkę kanadyjską, wywłócznik kłosowy, jaskier krążkolistny i rdestnicę kędzierzawą. Roślinność tego typu zajmuje około 15 ha powierzchni dna jeziora.
Według typologii rybackiej jest to jezioro typu sielawowego.

## Zagospodarowanie
Administratorem wód jeziora jest Państwowe Gospodarstwo Wodne Wody Polskie – Nadzór Wodny Słubice. Utworzył on obwód rybacki, który obejmuje wody jezior Ciecz i Łagowskiego oraz wody cieku Łagowa od jego wypływu z jeziora Ciecz, aż do ujścia (Obwód rybacki Jeziora Trześniowskie (Ciecz) na rzece Łagowa – nr 1). Gospodarkę rybacką na jeziorze prowadzi Polski Związek Wędkarski Okręg w Zielonej Górze. Jezioro jest regularnie zarybiane, w 2000 roku odłów z hektara wód wynosił średnio 10,5 kg
Jezioro pełni również funkcje rekreacyjne. Nad jego brzegami według danych z 2005 roku usytuowanych było 8 ośrodków wczasowych. Od strony południowej przylegającej do miejscowości Łagów, liczne są wypożyczalnie sprzętu wodnego, w szczególności kajaków oraz rowerów wodnych. Z powodu stromych brzegów oraz braku łagodnie opadającego dna nad jeziorem brak jest większych kąpielisk, choć można spotkać kilka niewielkich „dzikich plaż”.

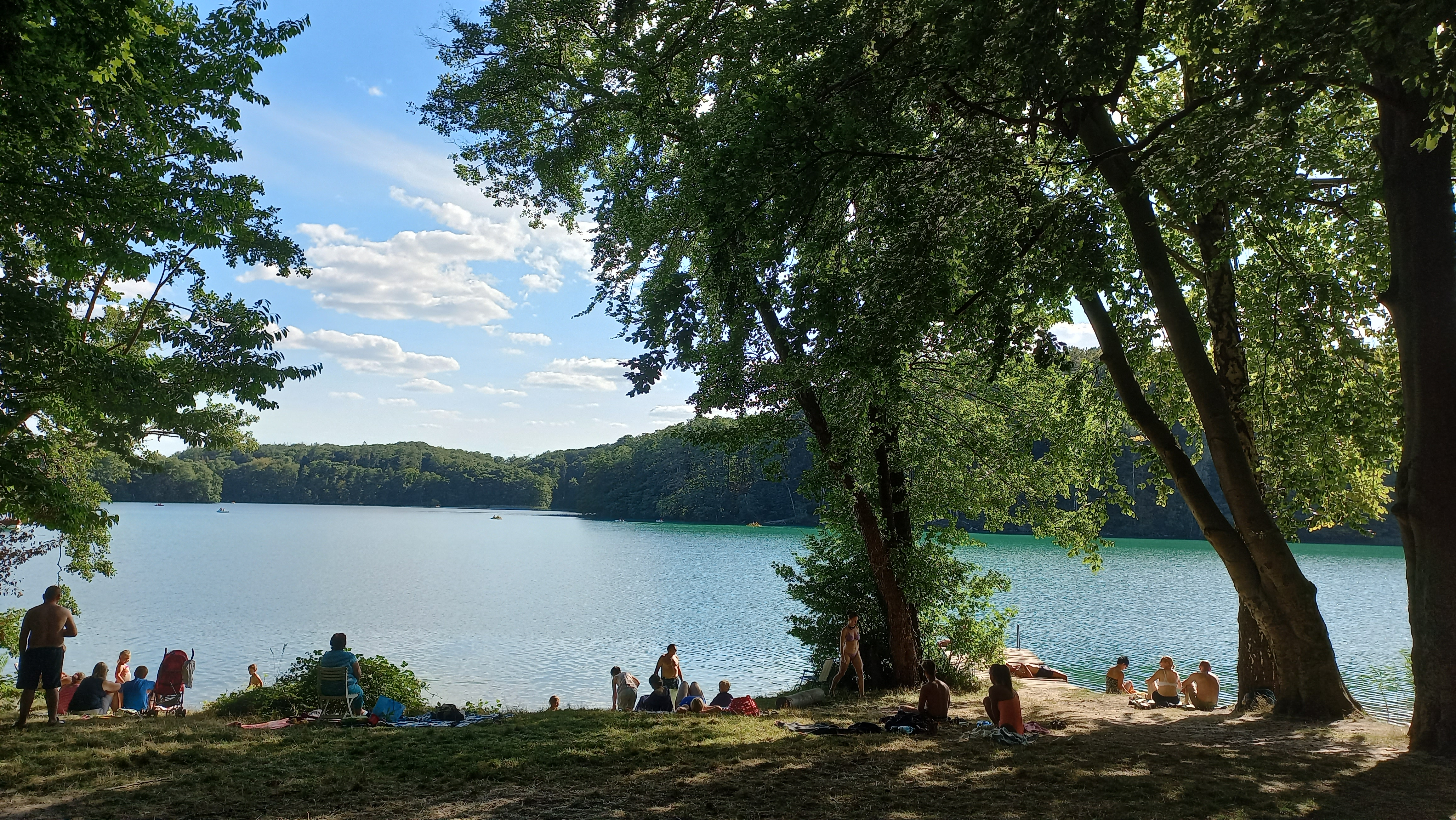
Dzika plaża nad jeziorem Ciecz

## Czystość wód i ochrona środowiska
W oparciu o badania przeprowadzone w latach 1988, 1994, 2000 oraz 2005 wody jeziora zaliczano do II klasy czystości. Badania prowadzone w 2014 roku przez Wojewódzki Inspektorat Ochrony Środowiska w Zielonej Górze zaliczyły wody jeziora do II klasy jakości. Pomimo zaliczenia jeziora do II klasy jakości przeźroczystość jego wód przekracza 5 metrów. Akwen ma I kategorię podatności na degradację, co znaczy, że charakteryzuje się bardzo dobrymi warunkami naturalnymi i jest odporny na degradujące wpływy zewnętrzne. Na taką ocenę składa się wysoka głębokość średnia, mały procent wymiany wód w ciągu roku, niski współczynnik Schindlera oraz fakt, że w sąsiedztwie brzegów brak jest gruntów ornych.
Jezioro leży na terenie Łagowsko-Sulęcińskiego Parku Krajobrazowego oraz na obszarach Natura 2000 o nazwie Buczyny Łagowsko-Sulęcińskie. Dodatkowo do południowo-zachodniego brzegu przylega Rezerwat przyrody Nad Jeziorem Trześniowskim, a do brzegów północnych Rezerwat przyrody Buczyna Łagowska.